# Smørbolle
Smørbolle er lige dele smør og mel, som kan jævne sovser og retter. Den er velegnet til retter, der ikke tåler kraftig omrøring. I modsætning til det franske roux skal den ikke opvarmes før brug. En roux kan også laves af smør og andet fedtstof. Da smørbollen ikke farver, ligner resultatet den hvide grundsovs, bechamelsauce.
Mel og smør (eller margarine) i forholdet 1:1 røres godt sammen og lægges som en bolle (smørbolle) i den kogende fond. Efter nogle minutter er den kogt ud, hvorefter sovsen røres forsigtigt igennem og koges 5 til 10 minutter.